# Vang (vela)

Boma. Il n. 8 indica un vang tessile

Il vang è una manovra costituita da un paranco che permette di mantenere basso il boma alle andature portanti, nelle quali la tensione della scotta (n. 7 nella figura) non è sufficiente ad assolvere anche questa funzione.
Normalmente collega diagonalmente il boma con l'albero, in posizione più bassa rispetto alla trozza (n. 3 nella figura). Può essere realizzato con un paranco di tessile oppure - nel caso dei vang rigidi - può arrivare ad essere costituito da un attuatore anche oleodinamico. Costruito in diagonale, il vang assolve anche la funzione di "spingere" il boma contro l'albero, in modo da piegare l'estremità superiore di quest'ultimo all'indietro.
In classi veliche particolari, quali la Star, il vang collega verticalmente il boma con una rotaia curva, il cui centro è l'albero. In questo modo la spinta orizzontale è nulla e l'albero può essere più leggero.
In altre, in particolare negli skiff, tra i quali il 49er, il vang è armato in posizione superiore, al di sopra del boma, e prende il nome di "gnav" (lettura speculare delle lettere che compongono "vang"). In questo modo esso non intralcia il passaggio dell'equipaggio da una murata all'altra.
È distinto dal caricabasso (n. 9 nella figura) la cui funzione è di trattenere verso il basso il boma nel suo snodo di collegamento con l'albero (trozza, n. 3 nella figura).